# AP1B1
AP1B1‏ (Adaptor related protein complex 1 subunit beta 1) هوَ بروتين يُشَفر بواسطة جين AP1B1 في الإنسان.
تم العثور على معقد البروتين المهايئ 1 في الوجه السيتوبلازمي للحويصلات المطلية الموجودة في مجمع جولجي ، حيث يتوسط كل من تجنيد كلاثرين في الغشاء والتعرف على إشارات الفرز داخل ذيول العصارة الخلوية لمستقبلات الغشاء. هذا المركب عبارة عن وحدة تحكم غير متجانسة تتكون من وحدتين فرعيتين كبيرتين وواحد متوسط وواحد صغير. يعمل البروتين المشفر بواسطة هذا الجين كواحدة من الوحدات الفرعية الكبيرة في هذا المركب وهو عضو في عائلة البروتين المحول. هذا الجين هو جين الورم السحائي مرشح. تم العثور على متغيرين للنسخة يشفران أشكالًا إسوية مختلفة لهذا الجين ، وتوجد متغيرات تستخدم إشارات عديد الأدينيل البديلة